# 아이다 레드
"아이다 레드"(영어: Ida Red)는 2021년 공개된 액션 스릴러 범죄 영화이다.

## 출연

### 주연
- 조시 하트넷 - 와이어트 역
- 프랭크 그릴로 - 달라스 역
- 멜리사 레오 - 아이다 워커 역

### 조연
- 소피아 휴블리츠 - 달라 역
- 윌리엄 포사이드 - 로렌스 역
- 데보라 앤 윌 - 지니 워커 역
- 마크 분 주니어 - 벤슨 드러먼드 역